# Nygolaimus ferox
Nygolaimus ferox är en rundmaskart. Nygolaimus ferox ingår i släktet Nygolaimus och familjen Nygolaimidae. Inga underarter finns listade i Catalogue of Life.